# Castlevania
Castlevania (悪魔城ドラキュラ?, Akumajō Dorakyura, lett. "Castello Demoniaco Dracula") è un videogioco a piattaforme del 1986 sviluppato e pubblicato da Konami per Famicom Disk System. È il primo videogioco della serie Castlevania e ha come protagonista il cacciatore di vampiri Simon Belmont che deve affrontare il Conte Dracula.
Il gioco è stato convertito su cartuccia per la distribuzione in Occidente su Nintendo Entertainment System. Tale versione è stata pubblicata in Giappone con l'aggiunta di una modalità facile.

## Trama
Anno 1691. La Transilvania ha potuto godere di un secolo di pace per merito del leggendario eroe Christopher Belmont, un cacciatore di vampiri che sconfisse il conte Dracula cento anni prima, per mezzo di una frusta benedetta chiamata Ammazzavampiri. Gli abitanti di un villaggio transilvano si stavano godendo la pace festeggiando la Pasqua, in onore della resurrezione di Gesù Cristo. Tuttavia, ogni cento anni, il potere di Cristo si indeboliva, e il cuore degli uomini diventava nero, portando alcuni di loro ad anelare al caos e alla distruzione. Durante quel periodo, un ordine oscuro decise di resuscitare il conte Dracula, in modo che lui potesse diffondere il caos e la rovina in tutto il mondo. Mentre la celebrazione della pasqua proseguiva con un gran Carnevale, i membri del culto si riunirono in un monastero abbandonato ai margini del villaggio, e lì eseguirono un rituale oscuro per far risorgere il conte Dracula.
Il rituale ebbe successo, e i cultisti riuscirono a riportare in vita il loro signore nel 1691. Un fulmine colpì il monastero dove si svolse il rituale, annunciando la resurrezione del conte Dracula. Con la resurrezione del conte il suo castello, che era stato distrutto cento anni prima, riapparve in Transilvania, insieme alle fedeli legioni demoniache del conte.
Il ventiduenne Simon Belmont, pronipote di Christopher, sapeva che in qualità di erede della famiglia Belmont, e in qualità di attuale detentore della frusta Ammazzavampiri, era suo dovere ripristinare la pace e l'ordine in Transilvania, sconfiggendo Dracula. Correva voce che Dracula diventasse sempre più forte dopo ogni resurrezione, ma Simon gli si oppose lo stesso. Impugnando la frusta benedetta che il suo bisnonno Christopher aveva usato per sconfiggere Dracula cento anni prima, Simon si addentrò nel castello del conte, da solo. Simon si dimostrò essere, al pari di Christopher, un possente cacciatore di vampiri, prevalendo sulle legioni demoniache e le trappole del castello, finché non combatté contro lo stesso conte Dracula.
Sebbene fosse rimasto gravemente ferito alla schiena nello scontro, Simon riuscì a sconfiggere Dracula e a sopravvivere, liberando il mondo dalla minaccia del conte.

## Modalità di gioco
Scopo del gioco, che possiede una struttura lineare, è quello di guidare il protagonista attraverso 6 livelli, ciascuno protetto da un guardiano finale, e infine sconfiggere il Signore dei non-morti, Dracula.
In questo capitolo vengono delineate alcune strutture di gioco che diverranno col tempo icone distintive della serie, come le sub-weapon (armi secondarie) che nella fattispecie, accompagneranno l'intero ciclo di Castlevania fino a oggi.

### Armi
All'inizio dell'avventura il protagonista avrà in dotazione una frusta, espandibile fino a due livelli di potenza (la frusta diventa una catena e allunga il suo raggio di azione) tramite sfere magiche nascoste nei candelabri del castello. Sempre nei candelabri il giocatore potrà trovare diverse armi da lancio, come pugnali, bottiglie di acqua santa o croci. Queste armi consumano una certa quantità di barra munizioni, che è possibile incrementare raccogliendo i cuori, anche loro nascosti all'interno dei candelabri.

## Musica
La colonna sonora del gioco è opera di due donne, Kinuyo Yamashita e Satoe Terashima, che decisero di venire accreditate come "James Banana" nei titoli di coda del gioco. La Terashima ha introdotto il brano di sottofondo intitolato Vampire Killer, un grande classico della colonna sonora di Castlevania.
- Underground - Schermata inserimento nome[4]
- Prologue - Animazione iniziale
- Vampire Killer - 1º livello
- Stalker - 2º livello
- Wicked Child - 3º livello
- Walking On The Edge - 4º livello (piano superiore)
- Stalker - 4º livello (piano inferiore)
- Heart of Fire - 5º livello
- Out of Time - 6º livello
- Poison Mind - Combattimento con i boss
- Nothing To Lose - Battaglia con Dracula (1ª fase)
- Black Night - Battaglia con Dracula (2ª fase)
- Voyager - Finale
- Game Over - Schermata game over

## Altre versioni
Nel 1987 il gioco è stato convertito per i sistemi arcade di Nintendo, PlayChoice-10 e Nintendo Vs. Series. Nel 1990 sono state realizzate versioni per Commodore 64 e IBM compatibili, entrambe da Unlimited Software, e per Amiga, da Novotrade. Nel 1993 è uscito nel formato cartuccia anche per la versione giapponese del NES, il Famicom. Nel 2002, insieme ai suoi due sequel, è stato incluso da Konami nella compilation Castlevania and Contra: Konami Collector's Series, per Microsoft Windows. Nel 2004 è stato pubblicato nella collana NES Classic/Famicom Mini per Game Boy Advance; dal 2007 il gioco fa parte della libreria di titoli Virtual Console per Wii. Esistono infine alcune versioni per telefoni cellulari. Il gioco è incluso nella Castlevania Anniversary Collection, uscita il 16 maggio 2019 per Nintendo Switch, PlayStation 4, Xbox One e Microsoft Windows.

### Vampire Killer
La prima versione ad uscire dal Giappone, intitolata Vampire Killer, uscì per gli home computer compatibili con l'MSX2, standard piuttosto diffuso (oltre che nel Sol Levante) in Europa e in Sud America. Uscito circa un mese dopo l'originale Castlevania, Vampire Killer è caratterizzato da grafica e sonoro piuttosto simili alla versione Famicom, ma presenta alcune sostanziali differenze a livello di struttura di gioco, che lo rendono di più che una semplice conversione.

### Remake
Le medesime trama e ambientazione sono state utilizzate anche per altri titoli della serie: Super Castlevania IV per Super Nintendo; la versione per Sharp X68000, uscita in seguito come Castlevania Chronicles; Haunted Castle, realizzato per sala giochi. Tutti questi giochi hanno il titolo originale in comune, ma sono comunque dotati di livelli, grafica e sonoro differenti fra loro.